# San José de Chimbo
La ciudad de San José de Chimbo, cabecera del cantón Chimbo, en la provincia de Bolívar, en Ecuador, fue fundada por Sebastián de Benalcázar en 1535, y fue antes un asiento de la nación indígena preincaica. 
La ciudad tiene una población de 4402 habitantes.

A los siete meses aparece un navío que traía refuerzos y provisiones y además el mensaje que en breve llegaría Almagro. A los pocos días arribó con 30 voluntarios más, entre ellos Sebastián de Benalcázar quién decide quedarse en Puerto Viejo, pero a la vez recibe una orden de Pizarro de viajar a Puná para dominar también a los Tumbes. Benalcázar regresó a Puerto Viejo y continuó el viaje en busca de oro y plata en el Reino de Quito.
Para cumplir con este compromiso este atravesó montañas y ríos en medio de un clima agotador, luchando a la vez con animales feroces y serpientes hasta llegar a Caracol actual en la provincia de los Ríos.
Desde este punto, salen en busca del Reinado de Atahualpa, cruzan la Esmeralda y continúan por el Camino Real hacia Quito. La Conquista pasa por lo que actualmente es Bilovan y llegan a un lugar habitado por los Chimbos y Tomabelas. Benalcázar mientras buscaba su logística militar para continuar su viaje, acampa por algunos días en el poblado de los Chimbos, decidiendo fundar el asiento de San José de Chimbo El 10 DE AGOSTO DE 1534. Diego de Almagro se adelantó y fundó el pueblo de Tiobamba (actual Riobamba) el 15 de agosto de 1534, y por estos mismos días a la distancia funda a Santiago de Quito (cerca de la Laguna de Colta).
En el territorio de los Chimbos, Sebastián de Benalcázar entra en un arreglo político y económico para que el adelantado Almagro regrese a Nicaragua, y comenzar el ascenso de los Andes rumbo a lo que actualmente es Quito.
Los españoles que se quedaron en el territorio de los Chumbos decidieron con Benalcázar viajar a Tiobamba, cambiando de ruta de la que utilizó Almagro, por cuanto un indio de apellido Mayo proveniente de la nación de los Cañaris y que acompañaba a los españoles, le informó a Benalcázar que había un levantamiento indígena en la Cordillera de los Andes al mando de Rumiñahui.
Benalcázar ante el informe de su mensajero para trasladarse con destino hacia el Norte decide utilizar la margen derecha del río Chimbo pasar por lo que actualmente es Santiago y continuar por el camino del Puyal, un camino agreste que cruza por la cúspide de la Cordillera, en un trayecto demasiado frío, hasta llegar a la actual población de Colta. Benalcázar con sus huestes fundan en Colta la primera iglesia cristiana en ese lugar.
Benalcázar al llegar a Tiobamba la encuentra reducida a cenizas, ya que Rumiñahui había ordenado incendiarla: en ella solo quedaban las indias doncellas al mando de un eunuco que había sido castrado por Rumiñahui en su afán de mantener la virginidad de éstas: a su retirada se había llevado todo el tesoro. Benalcázar continúa su viaje con destino a Quito, dejando establecido definitivamente la Villa de San Francisco de Quito el 6 de diciembre de 1534.
Durante la independencia fue un importante baluarte del los realistas siendo utilizado por el coronel realista Manuel Arredondo y Mioño que se apostó con 600 soldados para defenderla de las tropas de Quito encabezadas por el coronel Carlos de Montúfar se enfrentaron en la Batalla de Chimbo donde los quiteños lo derrotarían.
Durante la Revolución liberal de Ecuador las tropas al mando de los generales Manuel J. Castillo se enfrentaron al general liberal Cornelio Vernaza en la Batalla de San Miguel de Chimbo donde los salazaristas tendrían un triunfo prematuro ya que al día siguiente se retiraron de la batalla para unirse José María Sarastí en Gatazo.

## Geografía

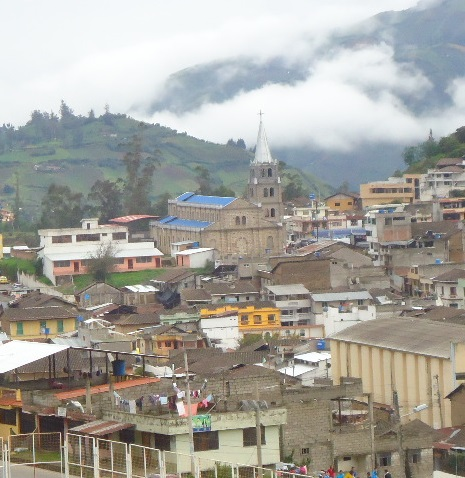
Panorámica de San José de Chimbo

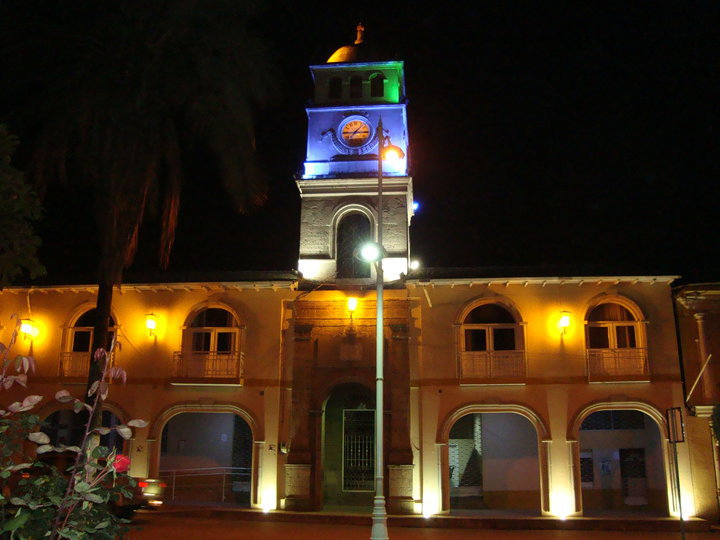
El Torreón de San José de Chimbo

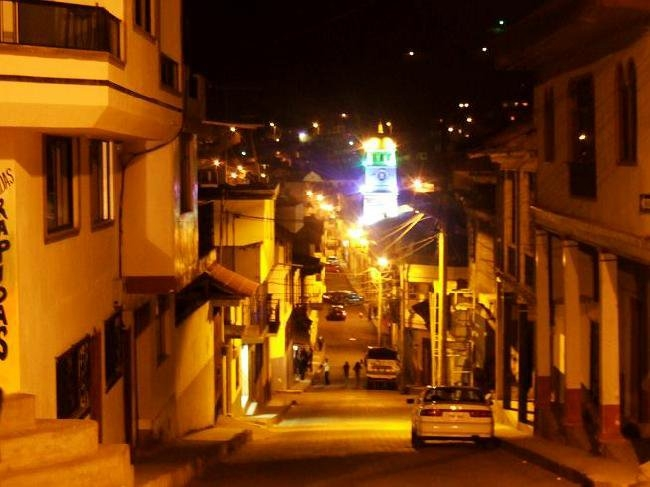
Vista nocturna de San José de Chimbo

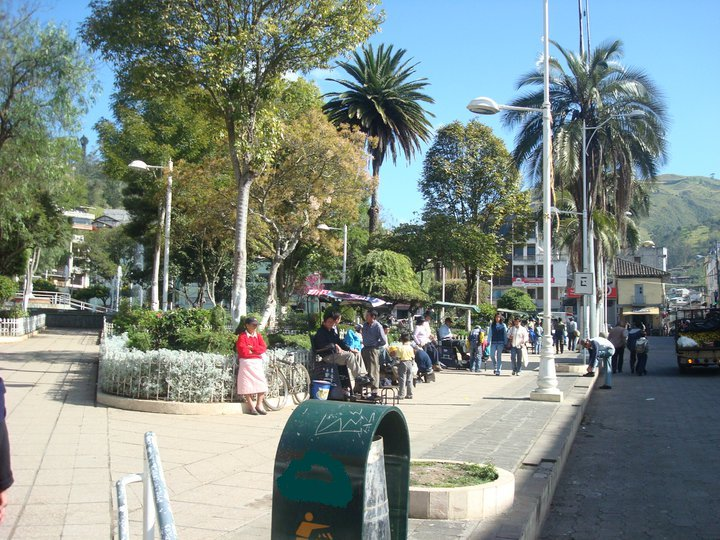
Parque Central de San José de Chimbo

### Relieve
Está situada a 2450 m de altura, en el centro de la provincia de Bolívar en un repliegue de la Cordillera Occidental de los Andes.

### Hidrografía
La mayoría del caudal hídrico del cantón vierte hacia el río Chimbo, dentro de una zona que reviste los mayores problemas de escasez hídrica en la provincia; en una pequeña parte del territorio hacia el occidente, alimenta el flujo hídrico del caudal de los afluentes del Catarama.

## Organización político-administrativa
La ciudad y el cantón Chimbo, al igual que las demás localidades ecuatorianas, se rige por un gobierno municipal según lo estipulado en la Constitución Política Nacional. La Alcaldía de Chimbo es una entidad de gobierno seccional que administra el cantón de forma autónoma al gobierno central. El gobierno municipal está organizado por la separación de poderes de carácter ejecutivo representado por el alcalde, y otro de carácter legislativo conformado por los miembros del concejo cantonal. El Alcalde es la máxima autoridad administrativa y política del cantón Chimbo. Es la cabeza del cabildo y representante del municipio.

## Economía
Se destaca el comercio de las artesanías (pirotecnia, armería, ebanistería, cerámica) y los productos agropecuarios. El comercio informal (panadería, gastronomía y confitería) es muy significativo, por lo que se constituye en la fuente del sustento familiar sobre todo de la mujer chimbeña.

## Transporte

### Carreteras
El principal eje vial de San José de Chimbo es la Carretera E491
| Escudo | Número | Nombre                        | Ruta                      |
| ------ | ------ | ----------------------------- | ------------------------- |
|        | E491   | Vía Colectora Babahoyo-Ambato | Babahoyo -Guaranda-Ambato |

## Turismo
- Centro histórico:En este atractivo se puede realizar recorrido por la Iglesia Matriz, Plaza La Merced, Parque Central, Iglesia de San Francisco.[3]
- Elevaciones de Catequilla, Las Cavernas de Susanga son también destinos turísticos, sitios naturales como el signúmero de cascadas que podemos visitar en la parroquia Telimbela a donde las familias y amantes de la naturaleza viajan para distraerse.

## Fiestas mayores
El carnaval constituye la "Fiesta Mayor" de la ciudad y la provincia. San José de Chimbo es conocida por esta expresión cultural de tradición popular. El carnaval que es celebrado en el mes de febrero convierte a esta ciudad en una de las ciudades más visitadas por los turistas nacionales como extranjeros. Existen varias comparsas previas, bailes tradicionales y aire festivo previo al juego con agua, serpentinas, cariocas, huevos, sumado a comidas típicas y el fuerte licor llamado Pájaro azul.
Así como las fiestas de Cantonización, que se celebra cada tres del tercer mes del año.
También existen fiestas de los barrios que festejan a sus patronos, una de las más relevantes de la ciudad es la del "señor de la Divina Justicia".
CGAG.